# Giải Oscar cho kịch bản gốc xuất sắc nhất
Giải Oscar cho kịch bản gốc xuất sắc nhất (tiếng Anh: Academy Award for Best Original Screenplay) là một hạng mục của giải Oscar dành cho kịch bản hay nhất, không dựa trên một ấn phẩm đã xuất bản trước đây. Giải được thành lập vào năm 1940, trở thành một hạng mục riêng biệt với giải Oscar cho truyện gốc hay nhất. Bắt đầu từ năm 1957, hai hạng mục này hợp nhất để vinh danh kịch bản duy nhất. Năm 2002, giải thưởng đổi tên từ kịch bản viết trực tiếp cho màn ảnh (Screenplay Written Directly for the Screen) thành kịch bản gốc (Original Screenplay). Bên cạnh đó còn có một hạng mục khác nhằm vinh danh phim điện ảnh chuyển thể mang tên giải Oscar cho kịch bản chuyển thể xuất sắc nhất. Woody Allen là người được xướng tên đề cử và giành giải nhiều nhất (3 giải qua 16 lần đề cử). Những cá nhân từng hai lần đoạt tượng vàng gồm có Charles Brackett, Paddy Chayefsky, Quentin Tarantino và Billy Wilder. Allen còn là người thắng cử lớn tuổi nhất với Midnight in Paris ở tuổi 76, trong khi đó Ben Affleck là người thắng cử trẻ nhất ở tuổi 25 với Good Will Hunting.

## Danh sách cụ thể
| ‡ | Chỉ người thắng giải (được in đậm) |

### Thập niên 2000

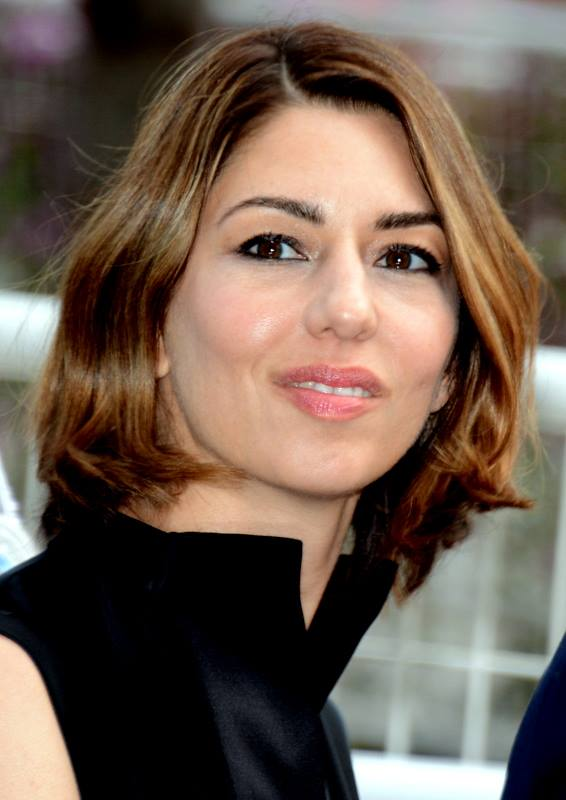
Sofia Coppola thắng giải năm 2003 cho Lạc lối ở Tokyo.

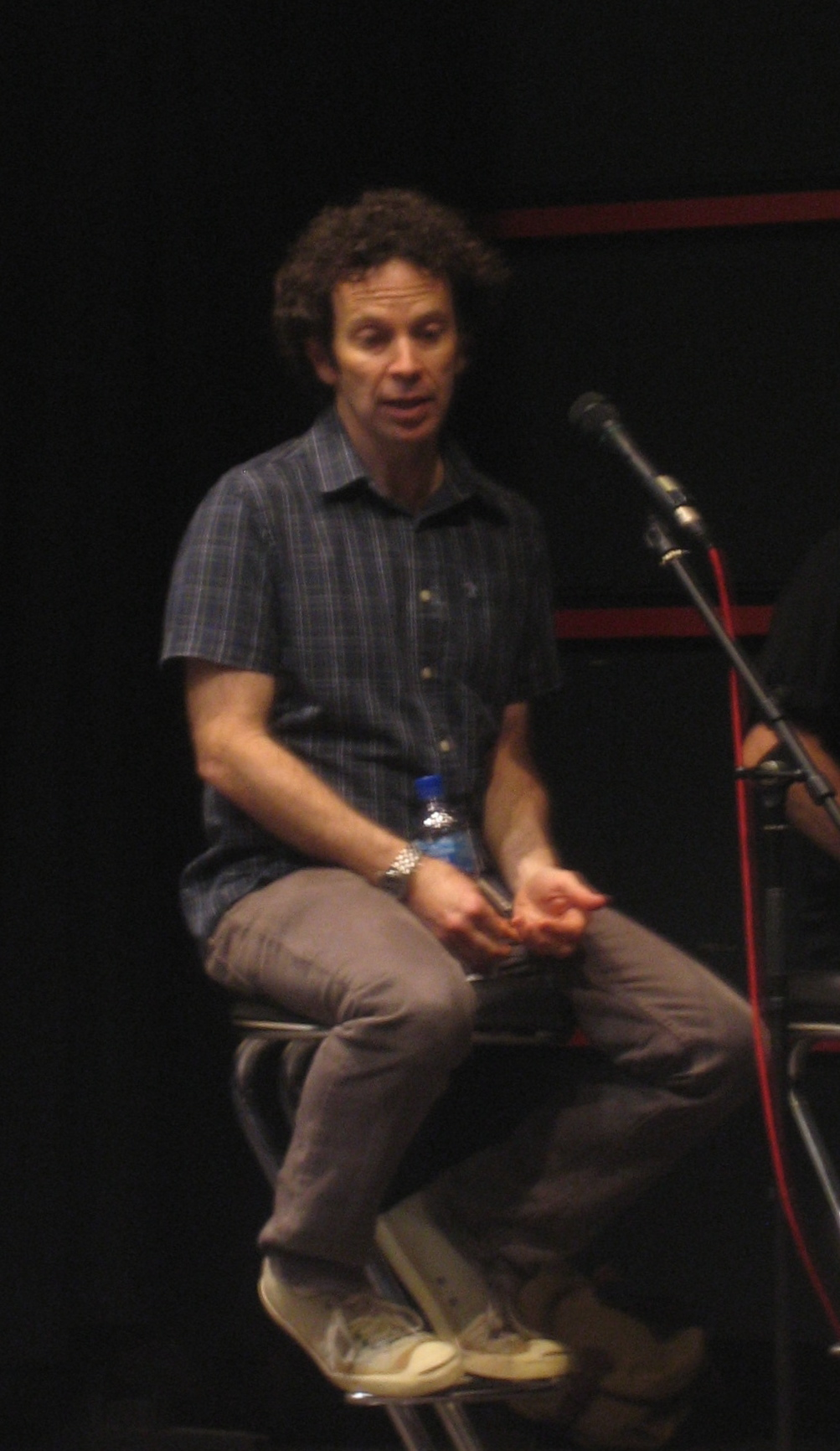
Charlie Kaufman, chủ nhân giải thưởng năm 2004 cho Eternal Sunshine of the Spotless Mind.

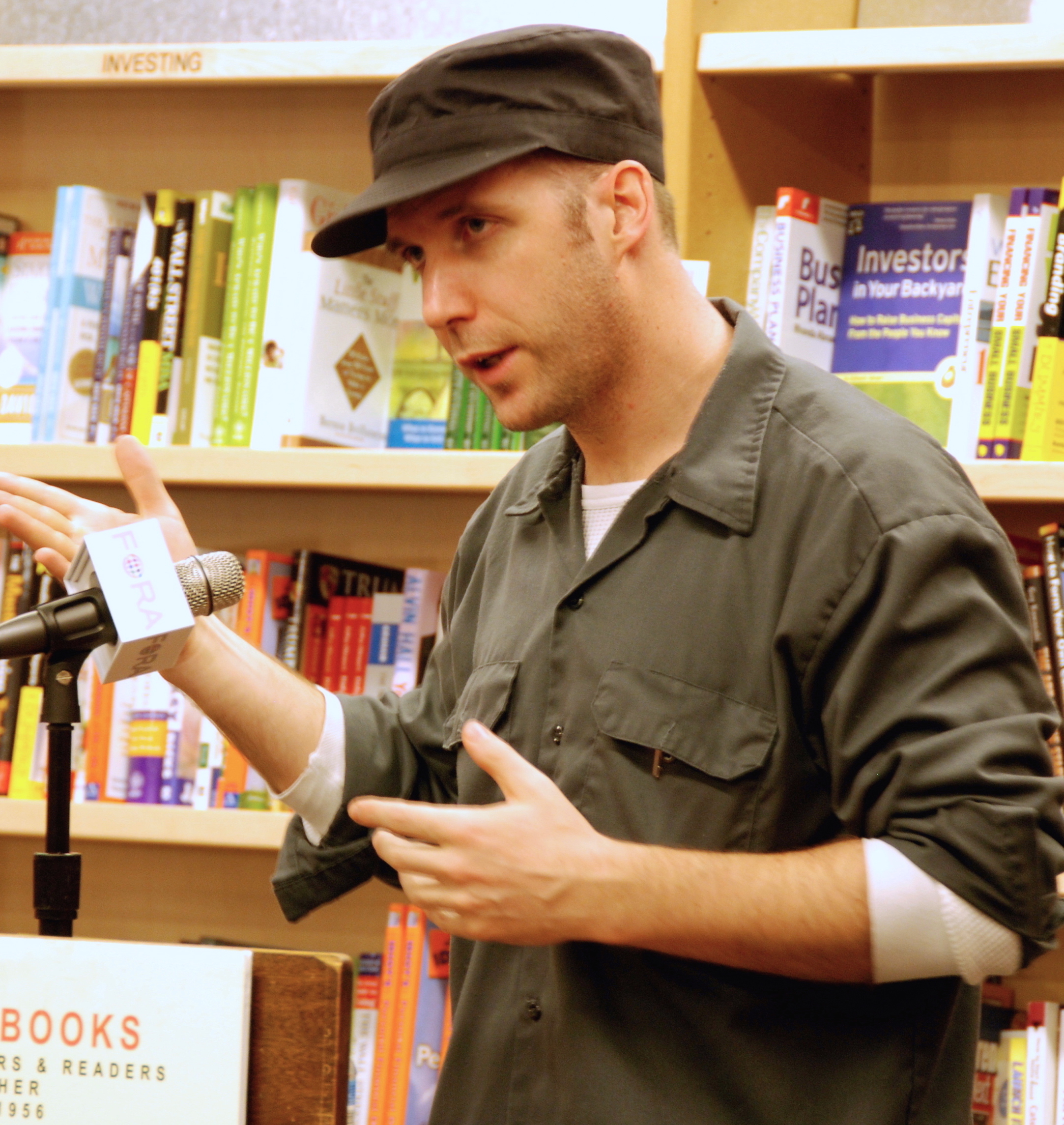
Michael Arndt, thắng cử năm 2006 cho Little Miss Sunshine.

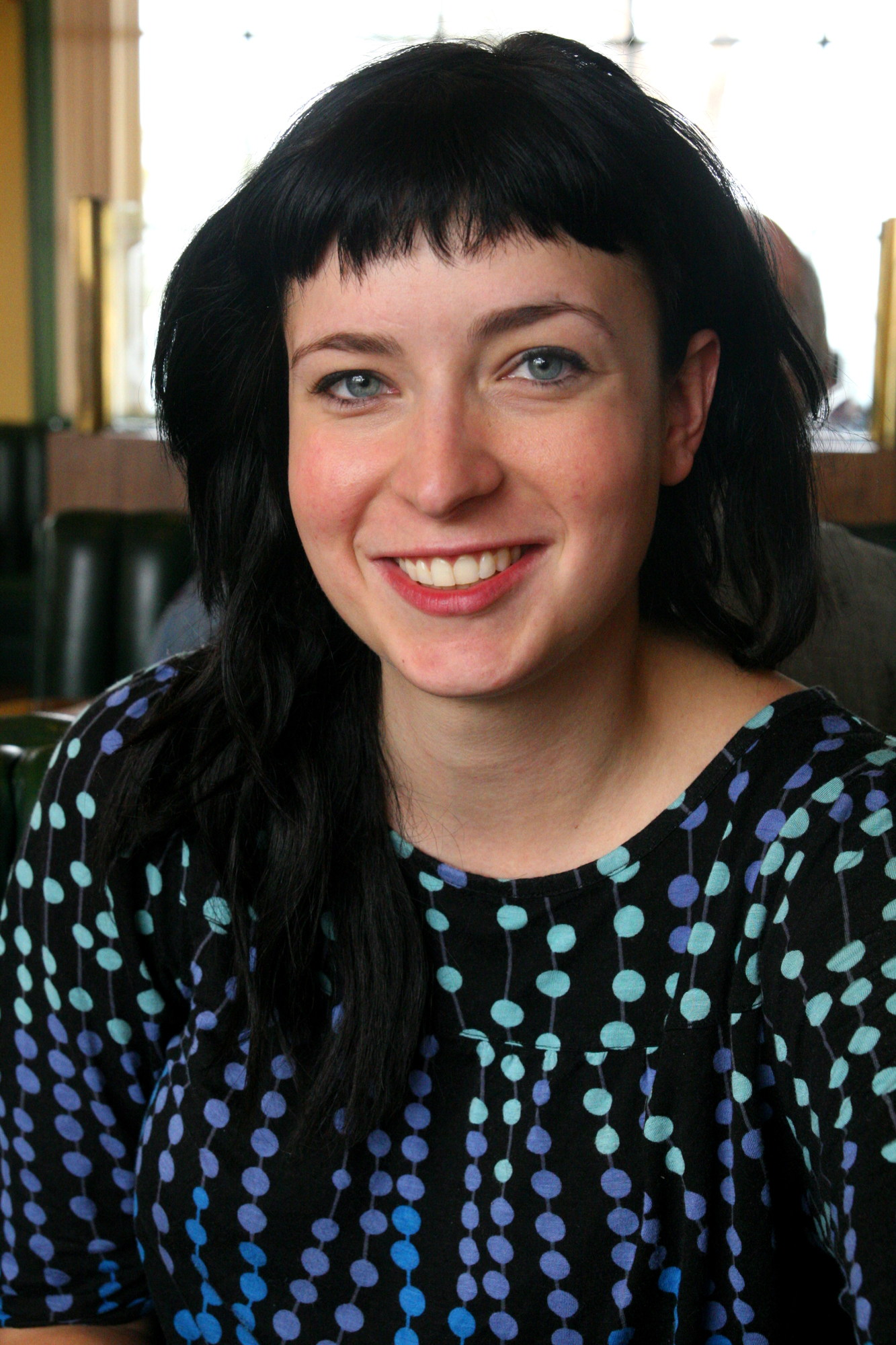
Diablo Cody giành chiến thắng năm 2007 cho Juno.

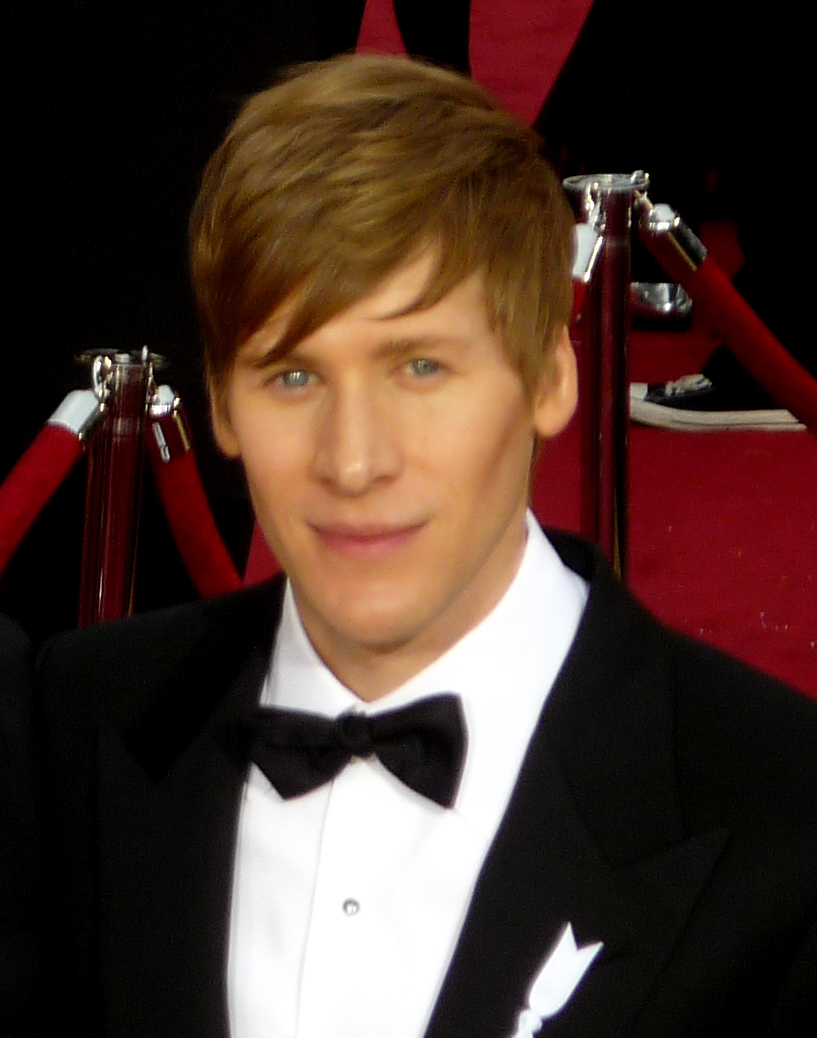
Dustin Lance Black đoạt giải năm 2008 cho Milk.

| Năm       | Tác phẩm                              | Tác giả                                                                                  | Chú thích |
| --------- | ------------------------------------- | ---------------------------------------------------------------------------------------- | --------- |
| 2000 (73) | Almost Famous                         | Cameron Crowe‡                                                                           | [ 1 ]     |
| 2000 (73) | Billy Elliot                          | Lee Hall                                                                                 | [ 1 ]     |
| 2000 (73) | Erin Brockovich                       | Susannah Grant                                                                           | [ 1 ]     |
| 2000 (73) | Gladiator                             | David Franzoni (kịch bản & cốt truyện); John Logan & William Nicholson (kịch bản)        | [ 1 ]     |
| 2000 (73) | You Can Count on Me                   | Kenneth Lonergan                                                                         | [ 1 ]     |
| 2001 (74) | Gosford Park                          | Julian Fellowes‡                                                                         | [ 2 ]     |
| 2001 (74) | Amélie                                | Guillaume Laurant (kịch bản & hội thoại); Jean-Pierre Jeunet (kịch bản)                  | [ 2 ]     |
| 2001 (74) | Memento                               | Christopher Nolan (kịch bản); Jonathan Nolan (cốt truyện)                                | [ 2 ]     |
| 2001 (74) | Monster's Ball                        | Milo Addica & Will Rokos                                                                 | [ 2 ]     |
| 2001 (74) | The Royal Tenenbaums                  | Wes Anderson & Owen Wilson                                                               | [ 2 ]     |
| 2002 (75) | Talk to Her                           | Pedro Almodóvar‡                                                                         | [ 3 ]     |
| 2002 (75) | Far from Heaven                       | Todd Haynes                                                                              | [ 3 ]     |
| 2002 (75) | Gangs of New York                     | Jay Cocks (kịch bản & cốt truyện); Kenneth Lonergan & Steven Zaillian (kịch bản)         | [ 3 ]     |
| 2002 (75) | My Big Fat Greek Wedding              | Nia Vardalos                                                                             | [ 3 ]     |
| 2002 (75) | Y Tu Mamá También                     | Alfonso & Carlos Cuarón                                                                  | [ 3 ]     |
| 2003 (76) | Lost in Translation                   | Sofia Coppola‡                                                                           | [ 4 ]     |
| 2003 (76) | The Barbarian Invasions               | Denys Arcand                                                                             | [ 4 ]     |
| 2003 (76) | Dirty Pretty Things                   | Steven Knight                                                                            | [ 4 ]     |
| 2003 (76) | Đi tìm Nemo                           | Andrew Stanton (kịch bản & đầu truyện); Bob Peterson & David Reynolds (kịch bản)         | [ 4 ]     |
| 2003 (76) | In America                            | Jim, Kirsten & Naomi Sheridan                                                            | [ 4 ]     |
| 2004 (77) | Eternal Sunshine of the Spotless Mind | Charlie Kaufman (kịch bản & cốt truyện); Michel Gondry & Pierre Bismuth (cốt truyện) ‡   | [ 5 ]     |
| 2004 (77) | The Aviator                           | John Logan                                                                               | [ 5 ]     |
| 2004 (77) | Hotel Rwanda                          | Terry George & Keir Pearson                                                              | [ 5 ]     |
| 2004 (77) | Gia đình siêu nhân                    | Brad Bird                                                                                | [ 5 ]     |
| 2004 (77) | Vera Drake                            | Mike Leigh                                                                               | [ 5 ]     |
| 2005 (78) | Crash                                 | Paul Haggis (kịch bản & cốt truyện); Bobby Moresco (kịch bản) ‡                          | [ 6 ]     |
| 2005 (78) | Good Night, and Good Luck.            | George Clooney & Grant Heslov                                                            | [ 6 ]     |
| 2005 (78) | Match Point                           | Woody Allen                                                                              | [ 6 ]     |
| 2005 (78) | The Squid and the Whale               | Noah Baumbach                                                                            | [ 6 ]     |
| 2005 (78) | Syriana                               | Stephen Gaghan                                                                           | [ 6 ]     |
| 2006 (79) | Little Miss Sunshine                  | Michael Arndt‡                                                                           | [ 7 ]     |
| 2006 (79) | Babel                                 | Guillermo Arriaga                                                                        | [ 7 ]     |
| 2006 (79) | Letters from Iwo Jima                 | Iris Yamashita (kịch bản & cốt truyện); Paul Haggis (cốt truyện)                         | [ 7 ]     |
| 2006 (79) | Pan's Labyrinth                       | Guillermo del Toro                                                                       | [ 7 ]     |
| 2006 (79) | The Queen                             | Peter Morgan                                                                             | [ 7 ]     |
| 2007 (80) | Juno                                  | Diablo Cody‡                                                                             | [ 8 ]     |
| 2007 (80) | Lars and the Real Girl                | Nancy Oliver                                                                             | [ 8 ]     |
| 2007 (80) | Michael Clayton                       | Tony Gilroy                                                                              | [ 8 ]     |
| 2007 (80) | Chuột đầu bếp                         | Brad Bird (kịch bản & cốt truyện); Jim Capobianco & Jan Pinkava (cốt truyện)             | [ 8 ]     |
| 2007 (80) | The Savages                           | Tamara Jenkins                                                                           | [ 8 ]     |
| 2008 (81) | Milk                                  | Dustin Lance Black‡                                                                      | [ 9 ]     |
| 2008 (81) | Frozen River                          | Courtney Hunt                                                                            | [ 9 ]     |
| 2008 (81) | Yêu đời lên bạn nhé                   | Mike Leigh                                                                               | [ 9 ]     |
| 2008 (81) | In Bruges                             | Martin McDonagh                                                                          | [ 9 ]     |
| 2008 (81) | Rô-bốt biết yêu                       | Andrew Stanton (kịch bản & đầu truyện); Jim Reardon (kịch bản); Pete Docter (đầu truyện) | [ 9 ]     |
| 2009 (82) | The Hurt Locker                       | Mark Boal‡                                                                               | [ 10 ]    |
| 2009 (82) | Định mệnh                             | Quentin Tarantino                                                                        | [ 10 ]    |
| 2009 (82) | The Messenger                         | Alessandro Camon & Oren Moverman                                                         | [ 10 ]    |
| 2009 (82) | A Serious Man                         | Anh em nhà Coen                                                                          | [ 10 ]    |
| 2009 (82) | Vút bay                               | Pete Docter & Bob Peterson (kịch bản & cốt truyện); Tom McCarthy (cốt truyện)            | [ 10 ]    |

### Thập niên 2010

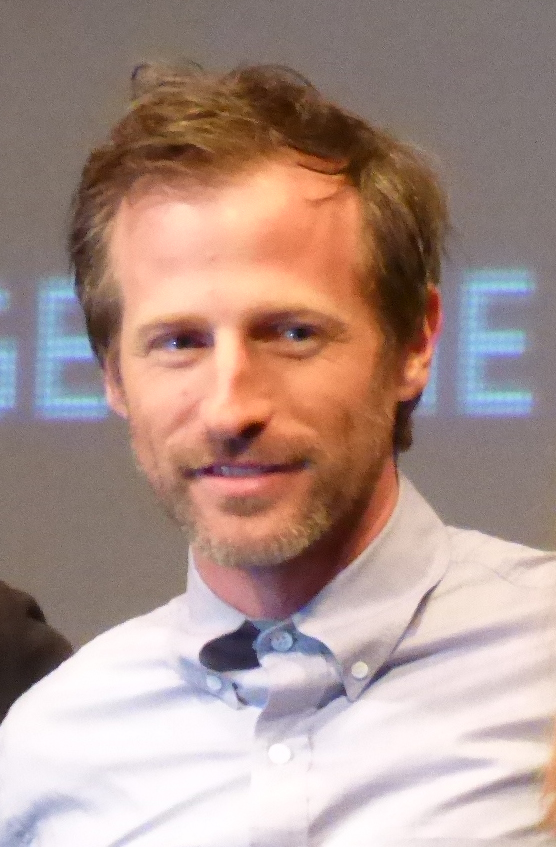
Spike Jonze giành giải năm 2013 cho Her.

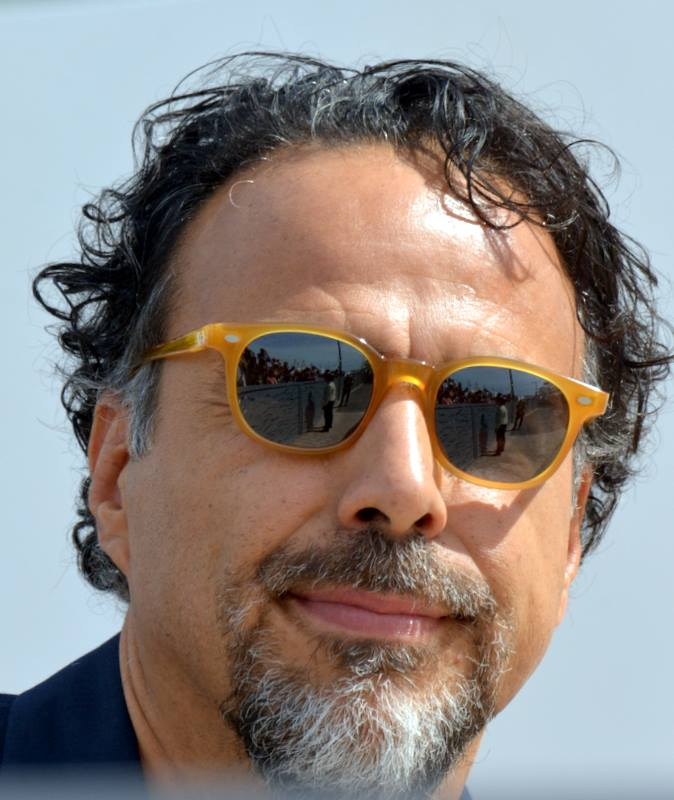
Alejandro G. Iñárritu, đồng chủ nhân giải thưởng năm 2014 cho Birdman.

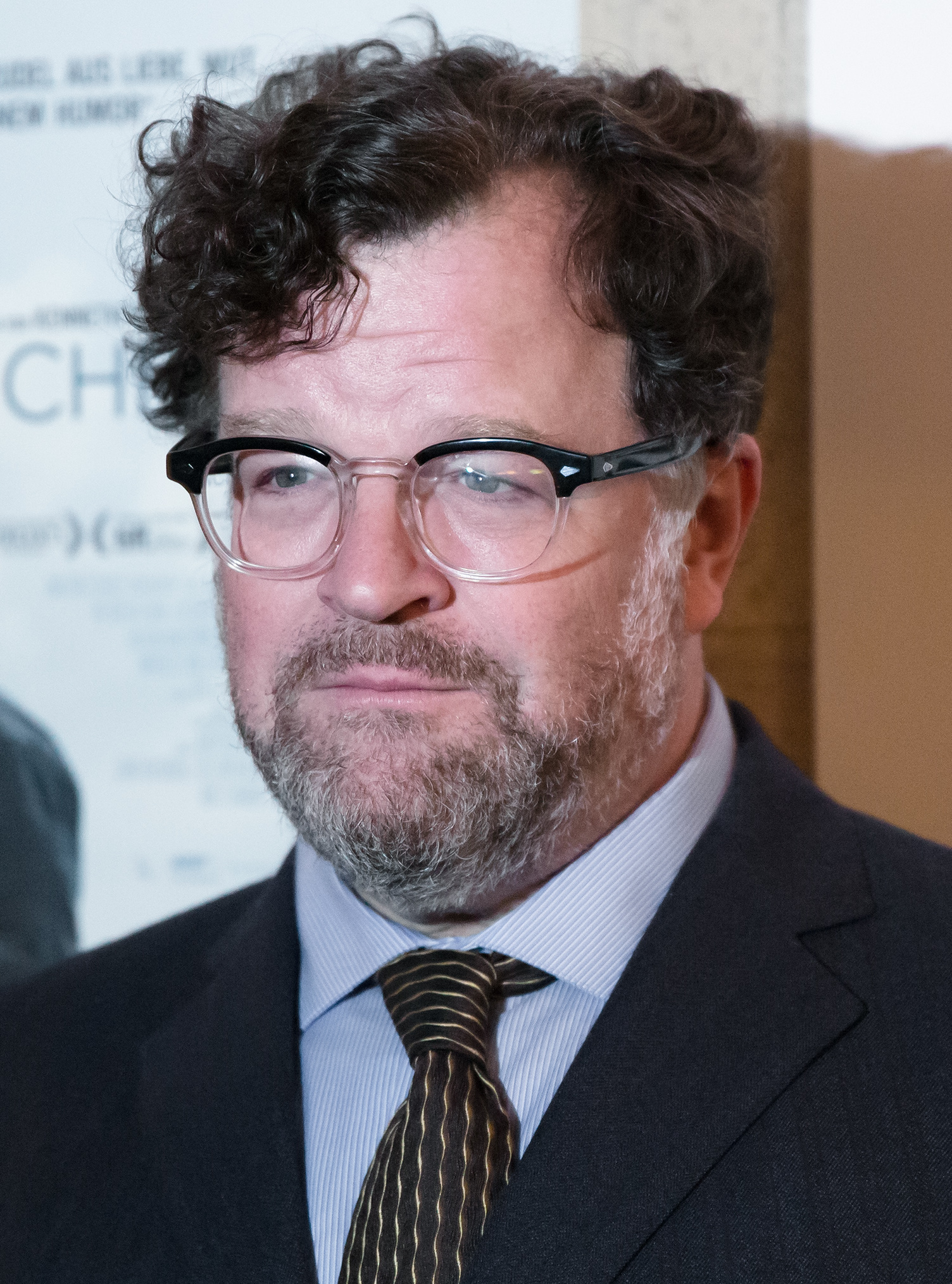
Kenneth Lonergan chiến thắng với Manchester by the Sea (2016)

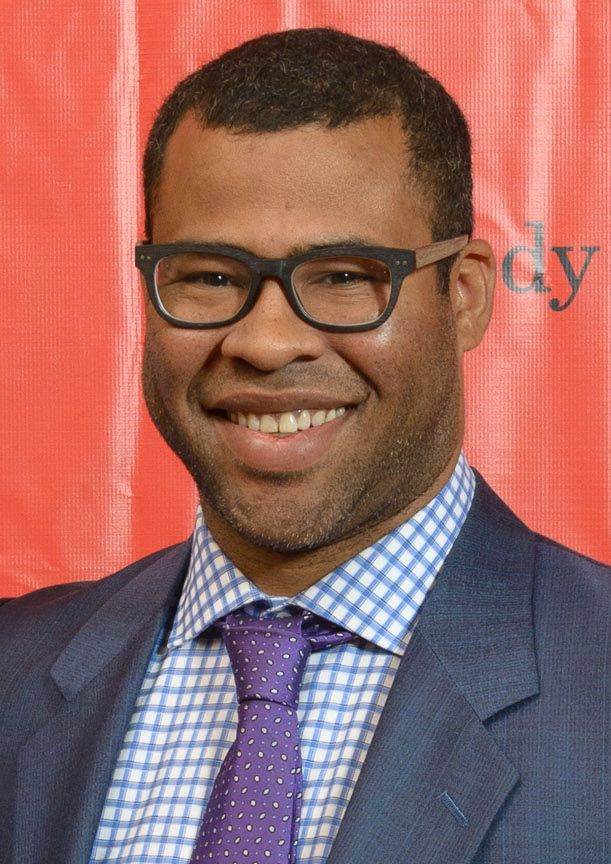
Jordan Peele trở thành người Mỹ gốc Phi đầu tiên chiến thắng với Trốn thoát năm 2017.

| Năm       | Tác phẩm                           | Tác giả | Chú thích |
| --------- | ---------------------------------- | --- | --------- |
| 2010 (83) | Diễn văn của nhà vua               | David Seidler‡ | [ 11 ]    |
| 2010 (83) | Another Year                       | Mike Leigh | [ 11 ]    |
| 2010 (83) | Võ sĩ                              | Eric Johnson & Paul Tamasy (kịch bản & cốt truyện); Scott Silver (kịch bản); Keith Dorrington (cốt truyện)        | [ 11 ]    |
| 2010 (83) | Inception                          | Christopher Nolan                                                                                                 | [ 11 ]    |
| 2010 (83) | The Kids Are All Right             | Stuart Blumberg & Lisa Cholodenko                                                                                 | [ 11 ]    |
| 2011 (84) | Midnight in Paris                  | Woody Allen‡ | [ 12 ]    |
| 2011 (84) | Nghệ sĩ                            | Michel Hazanavicius                                                                                               | [ 12 ]    |
| 2011 (84) | Phù dâu                            | Annie Mumolo & Kristen Wiig                                                                                       | [ 12 ]    |
| 2011 (84) | Margin Call                        | J. C. Chandor | [ 12 ]    |
| 2011 (84) | A Separation                       | Asghar Farhadi | [ 12 ]    |
| 2012 (85) | Hành trình Django                  | Quentin Tarantino‡                                                                                                | [ 13 ]    |
| 2012 (85) | Amour                              | Michael Haneke | [ 13 ]    |
| 2012 (85) | Flight                             | John Gatins | [ 13 ]    |
| 2012 (85) | Moonrise Kingdom                   | Wes Anderson & Roman Coppola                                                                                      | [ 13 ]    |
| 2012 (85) | 30' sau nửa đêm                    | Mark Boal | [ 13 ]    |
| 2013 (86) | Her                                | Spike Jonze‡ | [ 14 ]    |
| 2013 (86) | Săn tiền kiểu Mỹ                   | David O. Russell & Eric Warren Singer                                                                             | [ 14 ]    |
| 2013 (86) | Blue Jasmine                       | Woody Allen | [ 14 ]    |
| 2013 (86) | Dallas Buyers Club                 | Craig Borten & Melisa Wallack                                                                                     | [ 14 ]    |
| 2013 (86) | Nebraska                           | Bob Nelson | [ 14 ]    |
| 2014 (87) | Birdman                            | Alejandro G. Iñárritu, Nicolás Giacobone, Alexander Dinelaris Jr. và Armando Bo‡                                  | [ 15 ]    |
| 2014 (87) | Thời thơ ấu                        | Richard Linklater                                                                                                 | [ 15 ]    |
| 2014 (87) | Foxcatcher                         | E. Max Frye và Dan Futterman                                                                                      | [ 15 ]    |
| 2014 (87) | The Grand Budapest Hotel           | Wes Anderson (kịch bản và cốt truyện); Hugo Guinness (cốt truyện)                                                 | [ 15 ]    |
| 2014 (87) | Kẻ săn tin đen                     | Dan Gilroy | [ 15 ]    |
| 2015 (88) | Spotlight                          | Josh Singer và Tom McCarthy‡                                                                                      | [ 16 ]    |
| 2015 (88) | Người đàm phán                     | Matt Charman, Ethan Coen và Joel Coen                                                                             | [ 16 ]    |
| 2015 (88) | Ex Machina                         | Alex Garland | [ 16 ]    |
| 2015 (88) | Những mảnh ghép cảm xúc            | Pete Docter (kịch bản và cốt truyện); Meg LeFauve và Josh Cooley (kịch bản); Ronnie del Carmen (cốt truyện)       | [ 16 ]    |
| 2015 (88) | Straight Outta Compton             | Andrea Berloff (kịch bản và cốt truyện); Jonathan Herman (kịch bản); S. Leigh Savidge và Alan Wenkus (cốt truyện) | [ 16 ]    |
| 2016 (89) | Manchester by the Sea              | Kenneth Lonergan‡                                                                                                 | [ 17 ]    |
| 2016 (89) | Không lùi bước                     | Taylor Sheridan                                                                                                   | [ 17 ]    |
| 2016 (89) | Những kẻ khờ mộng mơ               | Damien Chazelle                                                                                                   | [ 17 ]    |
| 2016 (89) | The Lobster                        | Yorgos Lanthimos và Efthymis Filippou                                                                             | [ 17 ]    |
| 2016 (89) | 20th Century Women                 | Mike Mills | [ 17 ]    |
| 2017 (90) | Trốn thoát                         | Jordan Peele‡ | [ 18 ]    |
| 2017 (90) | The Big Sick                       | Emily V. Gordon và Kumail Nanjiani                                                                                | [ 18 ]    |
| 2017 (90) | Lady Bird: Tuổi nổi loạn           | Greta Gerwig | [ 18 ]    |
| 2017 (90) | Người đẹp và thủy quái             | Guillermo del Toro (kịch bản và cốt truyện) và Vanessa Taylor                                                     | [ 18 ]    |
| 2017 (90) | Three Billboards: Truy tìm công lý | Martin McDonagh                                                                                                   | [ 18 ]    |

## Nhiều chiến thắng và đề cử
| Chiến thắng | Nhà biên kịch     |
| ----------- | ----------------- |
| 3           | Woody Allen       |
| 2           | Charles Brackett  |
| 2           | Paddy Chayefsky   |
| 2           | Quentin Tarantino |
| 2           | Billy Wilder      |

| Đề cử | Nhà biên kịch     |
| ----- | ----------------- |
| 16    | Woody Allen       |
| 6     | Federico Fellini  |
| 5     | Ingmar Bergman    |
| 5     | Mike Leigh        |
| 4     | Pete Docter       |
| 4     | Melvin Frank      |
| 4     | Tullio Pinelli    |
| 4     | Stanley Shapiro   |
| 4     | Billy Wilder      |
| 3     | Sergio Amidei     |
| 3     | Wes Anderson      |
| 3     | Warren Beatty     |
| 3     | Robert Benton     |
| 3     | Paddy Chayefsky   |
| 3     | Ethan Coen        |
| 3     | Joel Coen         |
| 3     | Nora Ephron       |
| 3     | Ennio Flaiano     |
| 3     | Ruth Gordon       |
| 3     | Tonino Guerra     |
| 3     | Garson Kanin      |
| 3     | Barry Levinson    |
| 3     | Kenneth Lonergan  |
| 3     | Paul Mazursky     |
| 3     | Norman Panama     |
| 3     | Jack Rose         |
| 3     | William Rose      |
| 3     | Andrew Stanton    |
| 3     | Oliver Stone      |
| 3     | Preston Sturges   |
| 3     | Quentin Tarantino |

## Kỷ lục về tuổi
| Tên kỷ lục             | Tác giả        | Tác phẩm          | Tuổi | Chú thích |
| ---------------------- | -------------- | ----------------- | ---- | --------- |
| Thắng cử lớn tuổi nhất | Woody Allen    | Midnight in Paris | 76   |           |
| Đề cử lớn tuổi nhất    | Woody Allen    | Blue Jasmine      | 78   |           |
| Thắng cử trẻ nhất      | Ben Affleck    | Good Will Hunting | 25   |           |
| Đề cử trẻ nhất         | John Singleton | Boyz n the Hood   | 24   |           |